# Thermen van Spa

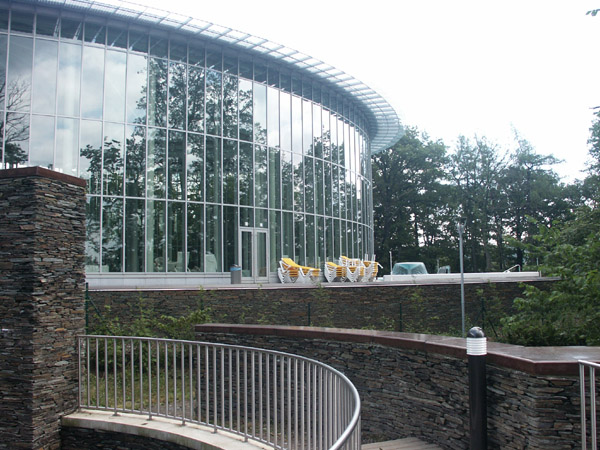
Thermen van Spa in België

De thermen van Spa, gelegen in de Belgische provincie Luik, zijn historische kuurbaden in Spa die een cruciale rol hebben gespeeld in de ontwikkeling van de Europese kuurcultuur. Sinds 2021 staan ze op de UNESCO-Werelderfgoedlijst als onderdeel van de Historische kuuroorden van Europa.

## Geschiedenis
De opkomst van de thermen van Spa als een vooraanstaand kuuroord begon in de 16e eeuw, toen de thermaalbaden commercieel werden geëxploiteerd. Dit trok een groot aantal kuurgasten naar Spa. De bron Pouhon, bekend om de kwaliteit van zijn water, werd breed aangeprezen, wat bijdroeg aan de groeiende populariteit van Spa bij de adel, de welgestelde burgerij en officieren van diverse nationaliteiten. In de 17e eeuw werd het water van Spa gebotteld en geëxporteerd.
Na een aardbeving in 1692 werd de bron Pouhon vervuild door oppervlaktewater en waren graafwerken nodig om de bron te herstellen. In 1764 werd de eerste badinrichting gebouwd, waardoor de stad bekendheid kreeg als kuuroord. In de tweede helft van de 19e eeuw werd de huidige thermale infrastructuur gebouwd.
In april 2022 vond er een incident plaats waarbij negen mensen zware vergiftigingsverschijnselen opliepen nadat per ongeluk zuur in de chloortank terecht was gekomen, waardoor giftige dampen ontstonden.